# Stanley B. Prusiner
Stanley Ben Prusiner (sinh ngày 28 tháng 5 năm 1942) là một nhà thần kinh học, nhà hóa sinh người Mỹ. Prusiner đã khám phá ra prion, một tác nhân gây bệnh nhiễm trùng tự sinh sản, chỉ đơn thuần gồm protein. Năm 1994 ông đoạt giải Albert Lasker cho nghiên cứu Y học cơ bản và giải Nobel Sinh lý và Y khoa năm 1997 cho công trình phát hiện nói trên.

## Cuộc đời và sự nghiệp
Prusiner sinh tại Des Moines, Iowa và sống đời niên thiếu ở Des Moines cùng Cincinnati, Ohio, nơi ông theo học trường Walnut Hills High School. Prusiner đậu bằng cử nhân khoa học chuyên ngành hóa học ở Đại học Pennsylvania, sau đó ông đậu bằng tiến sĩ y khoa ở Trường Y học Đại học Pennsylvania.. Prusiner hoàn tất việc thực tập y khoa ở Đại học California tại San Francisco. Sau đó Prusiner chuyển sang làm việc ở National Institutes of Health, nơi ông nghiên cứu glutaminases trong vi khuẩn E. coli tại phòng thí nghiệm của Earl Stadtman. Sau 3 năm làm việc ở Viện này, Prusiner trở lại Đại học California tại San Francisco để hoàn tất thời kỳ thực tập nội trú về thần kinh học. Trong thời gian hoàn tất thời kỳ thực tập nội trú năm 1974, Prusiner tham gia ban giảng huấn ở phân khoa thần kinh học của Đại học California tại San Franciscio. Từ thời gian này, Prusiner đã giữ nhiều chức giảng huấn vừa ở Đại học California tại San Francisco lẫn Đại học California tại Berkeley.
Prusiner đoạt giải Nobel Sinh lý và Y khoa năm 1997 cho công trình đưa ra giải thích nguyên nhân gây ra bệnh bovine spongiform encephalopathy (tức "bệnh bò điên") và bệnh tương đương ở người là bệnh Creutzfeldt-Jakob. Trong công trình này, ông đặt ra từ prion, rút gọn từ thuật ngữ "proteinaceous infectious particle that lacks nucleic acid" (hạt thiếu axít nuclêic có protein bị nhiễm trùng) để chỉ tới một dạng nhiễm trùng do sự bọc sai protein trước kia chưa được mô tả rõ.
Năm 1992 Prusiner được bầu vào Viện Hàn lâm Khoa học quốc gia Hoa Kỳ (United States National Academy of Sciences) và năm 2007 vào Hội đồng quản trị của Viện này. Ông cũng được bầu vào Viện Hàn lâm Khoa học và Nghệ thuật Hoa Kỳ (American Academy of Arts and Sciences) năm 1993, Royal Society năm 1996, Hội Triết học Hoa Kỳ (American Philosophical Society) năm 1998, Viện Hàn lâm Khoa học và Nghệ thuật Serbia (Serbian Academy of Sciences and Arts) năm 2003, và Viện Y học (Institute of Medicine).
Hiện nay ông làm giám đốc Viện nghiên cứu các bệnh Thần kinh suy thoái (Institute for Neurodegenerative Diseases) ở Đại học California tại San Francisco (UCSF).

## Các giải thưởng
- Giải Potamkin năm 1991 của Viện Hàn lâm Thần kinh học Hoa Kỳ cho công trình nghiên cứu Bệnh Alzheimer.
- Giải Richard Lounsberry năm 1993 của Viện Hàn lâm Khoa học quốc gia Hoa Kỳ cho công trình nghiên cứu đặc biệt trong Sinh học và Y học.
- Giải quốc tế Quỹ Gairdner năm 1993.
- Giải Albert Lasker cho nghiên cứu Y học cơ bản năm 1994.
- Giải Paul Ehrlich của Cộng hòa Liên bang Đức năm 1995
- Giải Wolf về Y học của Quỹ Wolf/Israel năm 1996
- Giải quốc tế Keio về Y khoa (Keio International Award for Medical Science) năm 1996.
- Giải Louisa Gross Horwitz của Đại học Columbia năm 1997
- Giải Nobel Sinh lý và Y khoa năm 1997